# Liste der Baudenkmäler in Pappenheim

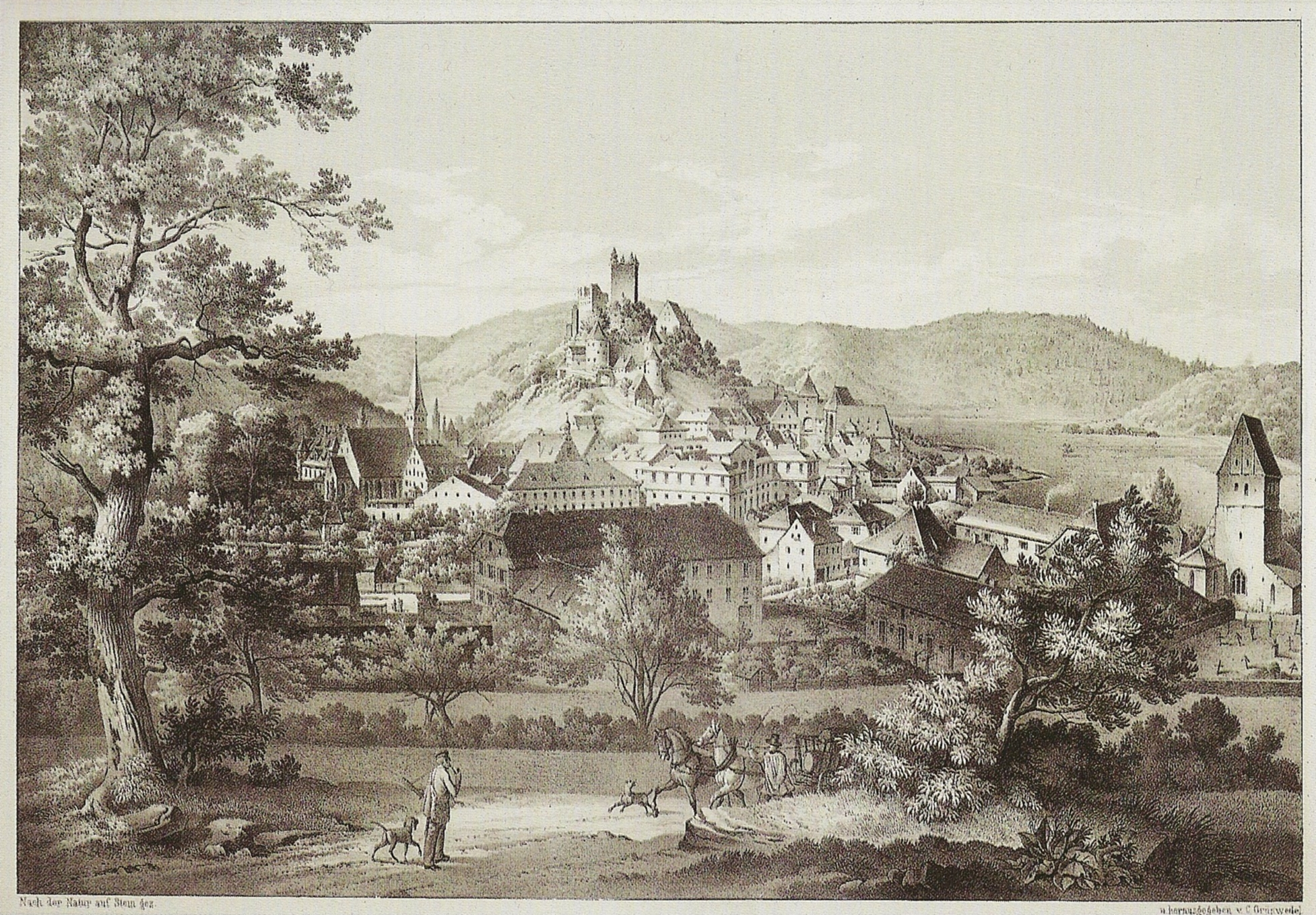
Historische Ansicht von Pappenheim

Auf dieser Seite sind die Baudenkmäler in der mittelfränkischen Stadt Pappenheim zusammengestellt. Diese Tabelle ist eine Teilliste der Liste der Baudenkmäler in Bayern. Grundlage ist die Bayerische Denkmalliste, die auf Basis des Bayerischen Denkmalschutzgesetzes vom 1. Oktober 1973 erstmals erstellt wurde und seither durch das Bayerische Landesamt für Denkmalpflege geführt wird. Die folgenden Angaben ersetzen nicht die rechtsverbindliche Auskunft der Denkmalschutzbehörde.

## Ensembles

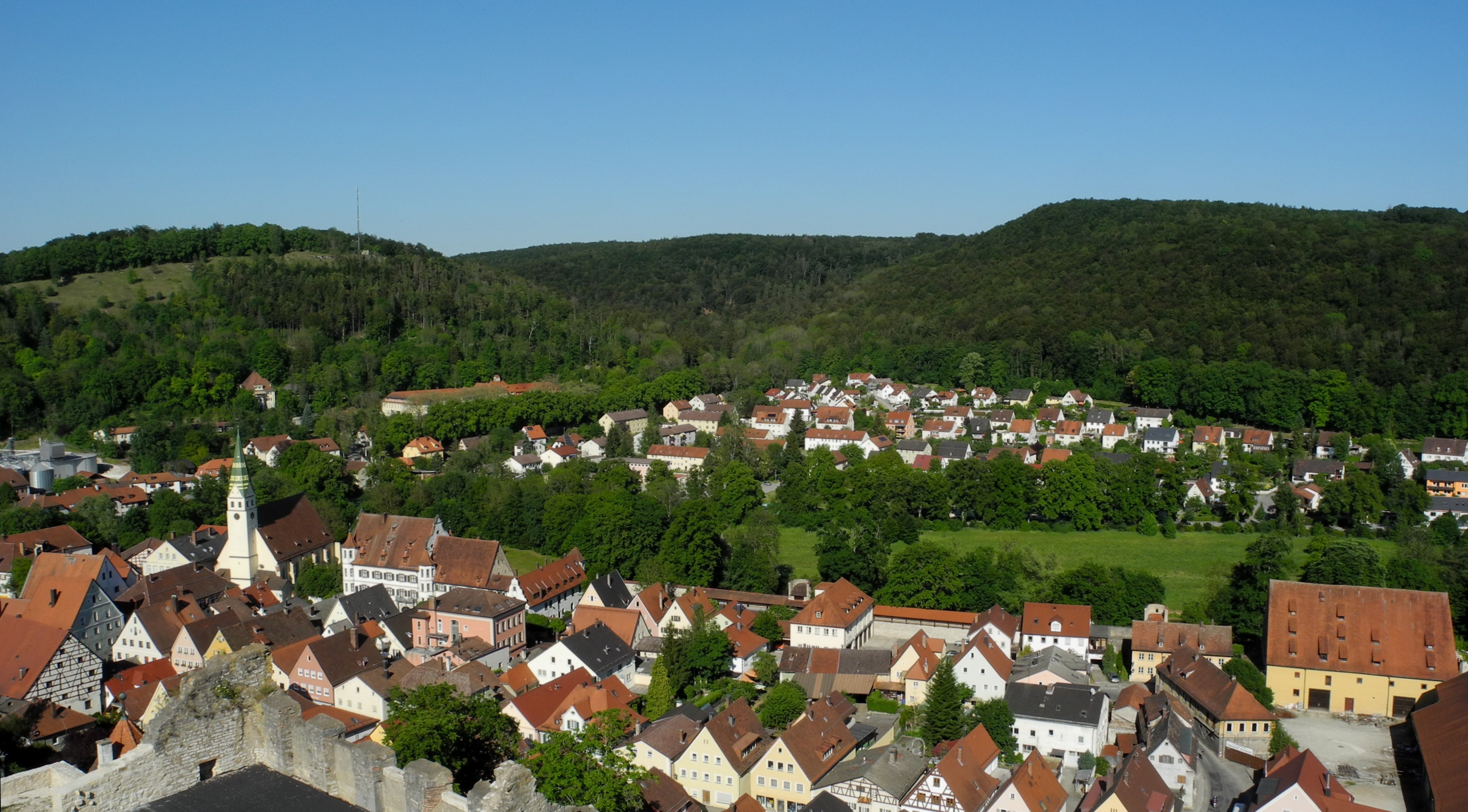
Pappenheim, Sicht von der Burg auf die Altstadt
weitere Bilder

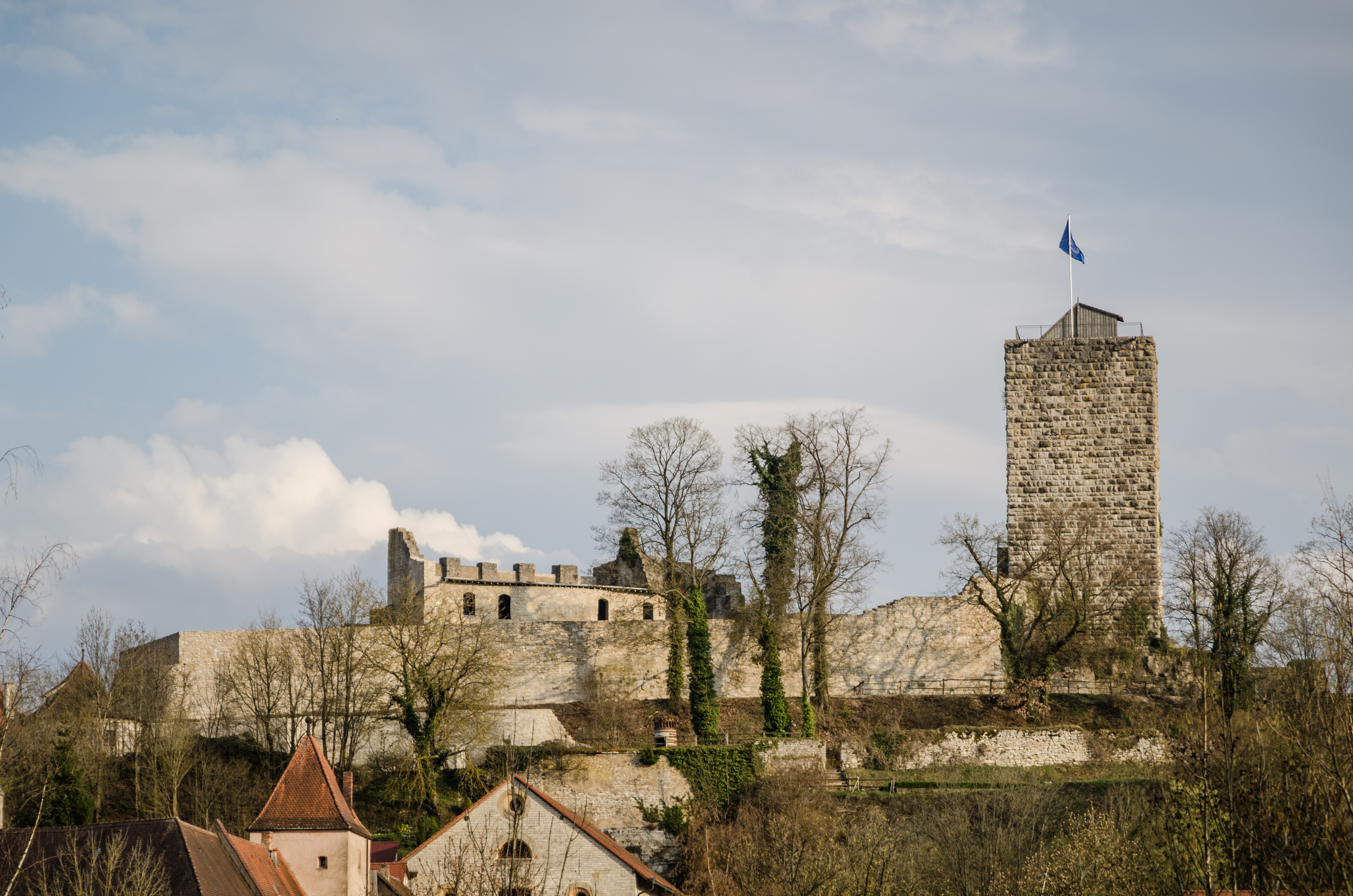
Burg Pappenheim
weitere Bilder

### Ensemble Altstadt Pappenheim
Die bauliche Entwicklung der Stadt ist eng verbunden mit dem Aufstieg der Herren von Pappenheim, einem Reichsministerialgeschlecht, das seit 1193 die erbliche Würde des Reichsmarschallamtes innehatte. Ihre Burg, eine ausgedehnte Anlage, legten sie seit dem 10./11. Jahrhundert auf einer Hügelzunge an, die von einem Bogen der Altmühl umschlungen ist. Bis zum 16. Jahrhundert wurde die Anlage mehrfach strategisch verbessert, im Dreißigjährigen Krieg wurde sie beschädigt, seit dem 18./19. Jahrhundert verfiel sie und galt seit dem frühen 19. Jahrhundert als romantische Ruine und Wahrzeichen der Stadt. Auf dem rechten Altmühlufer, unterhalb der Burg, legten die Pappenheimer im 11. /12. Jahrhundert planmäßig eine städtische Siedlung an, die sich aus zwei parallel laufenden Marktstraßen östlich unter der Burg, einer nordwestlich am Burgberg ansteigenden dritten Achse, und dem Marktplatz nahe der Altmühlbrücke und in der Krümmung des Altmühlbogens gelegen, konstituiert. Die östliche Hauptachse, die Graf-Carl-Straße, erfährt ihre Prägung durch die spätgotische Pfarrkirche und das Alte Schloss, einen Renaissancebau, der die Höhenburg als Residenz der Grafen ablöste. In der zum Burgberg führenden Achse entfaltete sich am oberen Ende ein 1372 von den Grafen gestiftetes Kloster. Die Achse parallel zur Graf-Carl-Straße, die Wilhelm-Deisinger-Straße, war bevorzugtes Quartier der Juden, die sich unter den Grafen seit dem Mittelalter eines besonderen Schutzes erfreuen konnten. Das Bild der älteren Stadt, bis zu Beginn des 18. Jahrhunderts zeigte fast durchweg Bürgerhäuser und solche der Herrschaft in Jura-Bauweise, mit Fachwerkgiebeln. Die Verlegung der Residenz von der Burg in die Stadt und das Bedürfnis nach neuen oder erneuerten Amts-, Hofbeamten- und Bürgerbauten verdrängte den älteren Bautyp weitgehend. An seiner Stelle traten Giebelhäuser mit steilen Sattel- oder Walm- bzw. Halbwalmdach, darunter einige Beamtenhäuser mit reichen barocken Fassadengestaltungen. Seinen Abschluss erhielt dieses Bild der kleinen fränkisch-schwäbischen Residenzstadt durch das sehr große, nach Plänen Leo von Klenzes 1820 errichtete klassizistische Neue Schloss, das den älteren Giebelhäusern des Marktplatzes, unter ihnen das kleine Rathaus des 16. Jahrhunderts monumental gegenübertritt. Die Stadt hat im 14./15. Jahrhundert eine Ummauerung erhalten, die im gesamten westlichen Bereich in die Befestigungsanlagen der Burg eingreift. Im Wesentlichen sind die Reste dieser Mauern oder ihr früherer Verlauf mit der Umgrenzung des Ensembles identisch. Aktennummer: E-5-77-158-1.

### Ensemble Ortskern Göhren
(Aktennummer: E-5-77-158-2)

### Ensemble Ortskern Neudorf
Zwischen 1180 und 1320 wurden auf der wasserarmen Albhöhe Straßenangerdörfer mit Ort und Flur umfassendem Anlageschema gegründet. Neudorf zählt zu den vier von den Marschällen von Pappenheim in der ersten Hälfte des 13. Jahrhunderts, wahrscheinlich 1239/1246, angelegten Rodungsdörfern, die bis 1806 in deren Besitz verblieben. Neudorf zeigt heute noch in aller Deutlichkeit das ursprüngliche Schema eines von einem Meister systematisch angelegten Dorfes. Größe des Dorfes und Breite des Angers weisen darauf hin, dass offenbar von vornherein daran gedacht war, dass Neudorf eine Kirche und zum Unterhalt des Pfarrers ein Pfarrlehen erhalten sollte. Diese ursprüngliche Anlage besaß 25 Urlehen, die symmetrisch zu beiden Seiten des Angers angeordnet waren, wobei das überzählige, die Symmetrie brechende als das Pfarrlehen anzusehen ist. Da die das Anlageschema bestimmenden Äcker parallel zum Schambachtal angelegt worden waren, erfuhr der Anger eine Abweichung von seiner Nord-Südorientierung. Hierdurch wiederum erhielt die geostete Pfarrkirche ihre Schrägstellung in dem sonst parallel bestimmten Dorfgefüge. Die Einfügung des Angers stellt sich auch am Rand des Dorfes dar, der Dorf und Ensemble begrenzende Etter, der an der Westseite geradlinig das Dorf von der Feldflur abgrenzt, ist an der Ostseite ausgebuchtet. Das heutige Erscheinungsbild bestimmen die an der westlichen (Gräfenthaler Gasse) wie an der östlichen (Herrengasse) des langgestreckten Dorfangers gestaffelten giebelständigen Bauernhäuser des 18.–20. Jahrhunderts, in der Regel in Jurabauweise, meist zweigeschossig mit querstehender Scheune, einige noch mit Legschieferdächern. Dem Anger selbst sind im Prinzip Bauten der Gemeinde, darunter Kirche, Pfarrhaus, ehem. Schulhaus, und solcher der Herrschaft, wie der ehem. Zeugstadel, vorbehalten. Die Veränderung der Uranlage ist relativ geringfügig, was der zahlenmäßig geringen Hofzertrümmerung (bis 1806 sechs) zu verdanken ist. Nur wenige neue Lehen bzw. Sölden und Leerhäuser wurden der Anlage angegliedert. So geht die traufseitige Bebauung am Nordende des Angers auf spätmittelalterliche-frühneuzeitliche Erweiterung zurück. Ebenso gehört die Bebauung am Südende, südlich der Einmündung der Straße von Rothenstein, einem späteren Ausbau der Siedlung an, der jedoch dem hochmittelalterlichen entspricht. Auch im Süden wurde 1821 das Gemeindebrechhaus (Haus Nummer 72) errichtet. Neudorf ist in seiner Gesamtheit ein Denkmal eines Dorfes des 13. Jahrhunderts durch das erhaltene Anlageschema, die Stellung der Bauernhäuser mit ihren zugehörigen Hausgärten zum Dorfanger und die Begrenzung durch den Dorfetter. Aktennummer: E-5-77-158-3.

### Ensemble Ortskern Osterdorf
Das an einer römischen Hochstraße angelegte Rodungsdorf Osterdorf ist – wie Geislohe, Göhren und Neudorf – in der ersten Hälfte des 13. Jahrhunderts, wahrscheinlich 1239/1246, vom Marschall von Pappenheim gegründet worden. Die Besiedlung des bereits 1298 als Osterdorf erscheinenden Dorfes – das ostwärts gelegene Dorf – erfolgte wohl hauptsächlich von Dietfurt her; ursprünglich besaß es eine eigene Pfarrkirche, später war es Filiale von Dietfurt. In ganz leichter Muldenlage an dem sanften Beginn eines nach Westen führenden Trockentales waren symmetrisch zu dem in der Mitte liegenden Dorfanger die 25 Urlehen angelegt, das zusätzliche, die Symmetrie erweiternde 25. ist als das Pfarrlehen anzusehen. Die ursprüngliche Anlage des Rodungsdorfes lassen heute noch die zu beiden Seiten des Angers gereihten streng giebelständigen Wohnbauten von Dreiseit- und Hakenhöfen, dabei oft auch Korbhäuser, erkennen. Eine Minderzahl dieser Bauten und die meisten Stadel weisen die bodenständige Jurabauweise des 18./19. Jahrhunderts auf. Die Mitte des Angers nehmen die kleine Kirche mit ummauertem Friedhof, die Schule und die Dorflinden ein. Die Begrenzung der Dorfflur (Hausgärten) gegen die Feldflur bildet der im Wesentlichen erhaltene Dorfetter. Bei der Flurbereinigung ist die historische Gewanneinteilung erhalten geblieben. Aktennummer: E-5-77-158-4.

## Stadtbefestigung
Die Stadtbefestigung stammt aus dem 14./15. Jahrhundert. Die Mauer ist z. T. mit gedecktem Wehrgang an der Ost- und Südseite der Stadt weitgehend erhalten, an der Westseite in die Befestigung der Burg übergehend, mit Torbogen Schlossberg, 16./17. Jahrhundert. Von den drei Stadttoren ist das Obere Tor erhalten. Aktennummer: D-5-77-158-1.

| Lage                                                              | Objekt                    | Beschreibung | Akten-Nr.      | Bild              |
| ----------------------------------------------------------------- | ------------------------- | --- | -------------- | ----------------- |
| Bauhofstraße 4 (Standort)                                         | Stadtmauerrest            | 14./15. Jahrhundert | D-5-77-158-1   | BW                |
| Graf-Carl-Straße 1 (Standort)                                     | Rest der Stadtmauer       | | D-5-77-158-69  | BW                |
| Graf-Carl-Straße 7 (Standort)                                     | Fragmente der Stadtmauer  | | D-5-77-158-75  | BW                |
| Graf-Carl-Straße 13; Schlosspark (Standort)                       | Stadtbefestigung          | Erhaltene Teile, 14. /15. Jahrhundert, im rückwärtigen Osttrakt (zwei Türme) | D-5-77-158-78  | BW                |
| Graf-Carl-Straße 17 (Standort)                                    | Stadtmauer                | 14./15. Jahrhundert | D-5-77-158-81  | BW                |
| Graf-Carl-Straße 19 (Standort)                                    | Stadtmauer                | 14./15. Jahrhundert | D-5-77-158-82  | BW                |
| Graf-Carl-Straße 29 (Standort)                                    | Stadtmauer                | 14./15. Jahrhundert | D-5-77-158-1   | Stadtmauer        |
| Graf-Carl-Straße 31 (Standort)                                    | Hierzu Stadtmauer         | 14./15. Jahrhundert | D-5-77-158-1   | Hierzu Stadtmauer |
| Graf-Carl-Straße 33 (Standort)                                    | Stadtmauer                | 14./15. Jahrhundert | D-5-77-158-1   | BW                |
| Graf-Carl-Straße 34 (Standort)                                    | Teile der Stadtmauer      | 14./15. Jahrhundert | D-5-77-158-92  | BW                |
| Graf-Carl-Straße 34 (Standort)                                    | Rest der Stadtmauer       | 14./15. Jahrhundert | D-5-77-158-1   | BW                |
| Klosterstraße 21 ()                                               | Rest der Stadtbefestigung | 15. Jahrhundert | D-5-77-158-1   |                   |
| Dr.-Wilhelm-Kraft-Weg, Klosterstraße, Klosterstraße 40 (Standort) | Oberes Tor                | Torturm des späten 14. Jahrhunderts, erneuert 1615 unter Anbau des Vorwerks, angebautes kleines Wohnhaus, zweigeschossiger Bau mit Pultdach, 18./19. Jahrhundert, modern erweitert, Mauer vom Tor aufwärts, Nordwestseite, 18./19. Jahrhundert erneuert | D-5-77-158-116 | weitere Bilder    |
| Schloßberg ()                                                     | Torbogen                  | 16./17. Jahrhundert | D-5-77-158-1   |                   |
| Wilhelm-Deisinger-Straße 39 ()                                    | Stadtmauer                | 14./15. Jahrhundert | D-5-77-158-1   |                   |
| Wilhelm-Deisinger-Straße, bei Nr. 46 ()                           | Stadtmauer                | Bis zur Burg mit zwei Befestigungstürmen, 14./15. Jahrhundert | D-5-77-158-1   |                   |

## Baudenkmäler nach Gemeindeteilen

### Pappenheim
| Lage                                                                        | Objekt | Beschreibung | Akten-Nr.              | Bild |
| --------------------------------------------------------------------------- | --- | --- | ---------------------- | --- |
| Am Auer Bichel 1 (Standort)                                                 | Einfamilienhaus | Auf zwei Ebenen gestaffelter Natursteinbau mit flachen Pultdächern, westlicher Teil mit großer Terrasse, östlicher Teil in Fachwerkkonstruktion, von Hans Kammerer und Walter Belz, 1958–61 | D-5-77-158-260         | BW |
| An der Altmühlbrücke 2 (Standort)                                           | Wohnhaus | Zweigeschossiges Gebäude mit Halbwalmdach mit Mansarddachflügel, 18./frühes 19. Jahrhundert | D-5-77-158-2           | weitere Bilder |
| Bahnhofstraße 1 (Standort)                                                  | Katholische Pfarrkirche Maria Himmelfahrt | Dreischiffige Pfeilerbasilika mit angefügter Apsis, südwestlich Chorflankenturm mit Spitzhelm, neuromanisch, nach Plänen von Friedrich Niedermayer, 1886–1890, mit Ausstattung | D-5-77-158-133         | weitere Bilder |
| Bahnhofstraße 11 (Standort)                                                 | Wohnhaus | Großzügiges Gebäude mit Walmdach, mit Stichbogenfenstern, erste Hälfte 19. Jahrhundert, Kleines Gartenhaus, eingeschossig, mit Halbwalmdach, frühes 19. Jahrhundert | D-5-77-158-3           | BW |
| Bahnhofstraße 16 (Standort)                                                 | Villa im Fachwerkstil | Zweigeschossiges Gebäude mit Untergeschoss, Einfriedung mit Zaun, um 1900/1905 | D-5-77-158-4           | BW |
| Bahnhofstraße 20 (Standort)                                                 | Wohnhaus | Eingeschossiges Doppelhaus, Halbwalmdach mit Zwerchhaus, Ende 18. Jahrhundert | D-5-77-158-5           | BW |
| Bahnhofstraße 38, 40 (Standort)                                             | Wohnhaus | Eingeschossiges Doppelhaus, Halbwalmdach mit Zwerchhaus, Ende 18. Jahrhundert | D-5-77-158-7           | BW |
| Bahnhofstraße 60 (Standort)                                                 | Bahnhofsempfangsgebäude | Zweigeschossiger Hauptbau mit flankierenden eingeschossigen Seitengebäuden, jeweils mit Satteldach, Sandsteinquaderbau, verputzt, mit Gliederungen in Naturstein, 1870 | D-5-77-158-8           | BW |
| Bahnweg 1 (Standort)                                                        | Wohnhaus | Villenähnliches zweigeschossiges Gebäude mit Halbwalmdach, teilweise ziegelsichtig, Giebel und Erker Fachwerk, Heimatstil, um 1900 | D-5-77-158-10          | BW |
| Beckstraße 1 (Standort)                                                     | Brauereigasthof | Dreigeschossiges Gebäude in Ecklage, Satteldach nördlich mit Treppengiebel, südlich mit Walm, mit Erker, Heimatstil, bezeichnet „1925“ | D-5-77-158-14          | Brauereigasthof |
| Beckstraße 5 (Standort)                                                     | Wohnhaus | Zweigeschossiger Walmdachbau, Fassade mit Ecklisenen, 18. Jahrhundert, rückwärtig modern erweitert | D-5-77-158-15          | weitere Bilder |
| Beckstraße 9 (Standort)                                                     | Brauerei-Wohn- und Verwaltungshaus | Zweigeschossiges Gebäude mit Halbwalmdach, 13 Fensterachsen, mit rustizierten Lisenen, 1829 und 1850, Nebengebäude, zweigeschossiger Satteldachbau mit Legschieferdach, spätes 19. Jahrhundert, Garteneinfriedung, schmiedeeiserner Zaun und zwei Laternen, spätes 19. Jahrhundert | D-5-77-158-16          | weitere Bilder |
| Beckstraße 14 (Standort)                                                    | Ehemaliges markgräfliches Armenhaus | Zweigeschossiger Dreiflügelbau mit Halbwalmdach, mit Ecklisenen, Ende 18. Jahrhundert, große Scheune, massiver Satteldachbau, zweite Hälfte 19. Jahrhundert, eingeschossiger Pavillon mit Zeltdach, nach 1820 | D-5-77-158-17          | Ehemaliges markgräfliches Armenhaus                                                                                           |
| Beckstraße 15 (Standort)                                                    | Ehemaliges gräfliches Armen- und Arbeitshaus | Zweigeschossiger Mansarddachbau, sieben Fensterachsen, von Mantz, Ellwangen, 1782 | D-5-77-158-18          | Ehemaliges gräfliches Armen- und Arbeitshaus                                                                                  |
| Beckstraße 16 (Standort)                                                    | Wohnhaus | Zweigeschossiger Bau mit Halbwalmdach, Mitte 19. Jahrhundert | D-5-77-158-19          | Wohnhaus |
| Beckstraße 21, Beckstraße 23 (Standort)                                     | Sanatorium | Dreigeschossige Anlage mit überhöhtem Mittelpavillon, von M. Ullmann, Nürnberg, 1910, rückwärtige Erweiterung mit Nebengebäuden im südlichen Hofbereich nach Plänen von Rolf und Eugen Behringer, Nürnberg, 1937 | D-5-77-158-20          | BW |
| Beckstraße 21, Beckstraße 23 (Standort)                                     | Sanatorium, Gartenanlage mit zwei Pavillons | Um 1925, Liegeterrassen, 1929 | D-5-77-158-20          | BW |
| Beckstraße 21, Beckstraße 23 (Standort)                                     | Sanatorium, Pförtnerhaus | Eingeschossiges Gebäude mit Halbwalmdach, mit Erker, Natursteingliederung, neubarock mit Vorhalle und Torbogen, 1908, mit Einfriedung, 1910/1925 | D-5-77-158-20          | Sanatorium, Pförtnerhaus |
| Beckstraße 23 (Standort)                                                    | Ärzte-Wohnhaus | Zweigeschossiger Zeltdachbau, mittig Runderker mit Terrasse, 1928, über restlichen Bierkelleranlagen des 18./19. Jahrhundert | D-5-77-158-21          | BW |
| Beckstraße 23 (Standort)                                                    | Nebengebäude, wohl Kellerhaus | 19. Jahrhundert, Treppenanlagen und Terrassenmauern (ehemalige Biergärten), um 1928 | D-5-77-158-21          | BW |
| Bürgermeister-Rukwid-Straße (Standort)                                      | Jüdischer Friedhof | ab dem frühen 16. Jahrhundert, wiederbelegt nach 1825, mit Grabsteinen des 19. Jahrhunderts, mit Einfriedung, wohl nach 1945 unter Verwendung älteren Materials | D-5-77-158-27          | weitere Bilder |
| Bürgermeister-Rukwid-Straße ()                                              | Jüdischer Friedhof | ab dem späten 16. Jahrhundert, mit Grabsteinen des 19. Jahrhunderts; mit Einfriedung, wohl nach 1945 unter Verwendung älteren Materials | D-5-77-158-26          | |
| Bürgermeister-Rukwid-Straße 1 (Standort)                                    | Hofgarten am Neuen Schloss | Erhaltene Teile eines englischen Parks, frühes 19. Jahrhundert, mit fünf barocken Gartenfiguren des ehemals Figurengartens | D-5-77-158-137         | BW |
| Bürgermeister-Rukwid-Straße 12 (Standort)                                   | Wohnhaus | Zweigeschossiger giebelständiger Satteldachbau, mit Ecklisenen, um 1800, Wirtschaftsgebäude, eingeschossiger traufständiger Satteldachbau, wohl gleichzeitig | D-5-77-158-23          | BW |
| Bürgermeister-Rukwid-Straße 14 (Standort)                                   | Wohnhaus | Breit gelagerter, zweigeschossiger Satteldachbau, bezeichnet „1844“ | D-5-77-158-24          | BW |
| Bürgermeister-Rukwid-Straße 16 (Standort)                                   | Wohnhaus | Zweigeschossiger giebelständiger Satteldachbau, mit Sonnenuhr, bezeichnet „1783“, mit anschließendem Nebengebäude, eingeschossiger Walmdachbau, vor 1820 | D-5-77-158-25          | BW |
| Bürgermeister-Rukwid-Straße 36 (Standort)                                   | Kolonie Waldfrieden | Hufeisenförmige Reihenhausgruppe von 12 Einzelhäusern, ein- bis zweigeschossige Gebäudeabschnitte mit Sattel- und Halbwalmdach, von Heinrich Lotz, um 1910 | D-5-77-158-203         | BW |
| Burgberg, Schloßberg 11, Schloßberg 12, Dr.-Wilhelm-Kraft-Weg 15 (Standort) | Burg Pappenheim | Seit dem 13. Jahrhundert als Burg bezeugt | D-5-77-158-63          | weitere Bilder |
| Burgberg, Schloßberg 11, Schloßberg 12, Dr.-Wilhelm-Kraft-Weg 15 (Standort) | Burg Pappenheim, Vorburg | 14. Jahrhundert mit sogenanntem Preisingerinhaus und Eselsstall, 15. Jahrhundert | D-5-77-158-63          | weitere Bilder |
| Burgberg, Schloßberg 11, Schloßberg 12, Dr.-Wilhelm-Kraft-Weg 15 (Standort) | Burg Pappenheim, sogenanntes Logengebäude | 18. Jahrhundert | D-5-77-158-63          | BW |
| Burgberg, Schloßberg 11, Schloßberg 12, Dr.-Wilhelm-Kraft-Weg 15 (Standort) | Burg Pappenheim, Hauptburg mit Bergfried | Monumentaler Buckelquaderturm, 12. Jahrhundert | D-5-77-158-63          | weitere Bilder |
| Burgberg, Schloßberg 11, Schloßberg 12, Dr.-Wilhelm-Kraft-Weg 15 (Standort) | Burg Pappenheim, erhaltene Teile der Kapelle Sankt Georg und Sankt Blasius und des Palas                                                                     | 13. Jahrhundert | D-5-77-158-63          | weitere Bilder |
| Burgberg, Schloßberg 11, Schloßberg 12, Dr.-Wilhelm-Kraft-Weg 15 (Standort) | Burg Pappenheim, Befestigungsanlagen der Burg mit Haupttor, Zwingeranlage, im nordöstlichen Teil der Befestigung zwei Türme, südlich mit angebautem Wohnteil | 16. Jahrhundert, Durchgang zum inneren Zwinger, 12.–16. Jahrhundert | D-5-77-158-63          | weitere Bilder |
| Dechantshof 4, 6 (Standort)                                                 | Ehemaliges Wohnstallhaus | Zweigeschossiges Gebäude mit flachem Satteldach, im Kern 17. Jahrhundert, mit in Außenwand eingelassenen Grabplatten des 17./18. Jahrhundert, abgewinkelt angefügter Erweiterungsbau, eingeschossig, mit Halbwalmdach, um 1860/70 | D-5-77-158-29          | Ehemaliges Wohnstallhaus |
| Dechantshof 8 (Standort)                                                    | Evang.-Luth. Kirche Sankt Gallus | Dreischiffiger frühmittelalterlicher Kirchenbau, im Kern 9. Jahrhundert, Ostgiebel Fachwerk (um 1450), mit mächtigem Satteldachturm, ausgebaut im 13.–15. Jahrhundert, mit Ausstattung | D-5-77-158-31          | weitere Bilder |
| Dechantshof 8 (Standort)                                                    | Friedhof | Anlage mittelalterlich, Friedhofshäuschen, eingeschossiger Bau mit Walmdach, 18./19. Jahrhundert, kleine Grabtafel 1824, sechs freistehende Grabdenkmäler südlich vor der Kirche, frühes 19. Jahrhundert, zwei östlich, Grabmal Bürgermeister Beck, 1878, Grabmal Carl F.W. Stöber (1796–1865), Grabmal Sophie Höchstetter (1873–1943), Grabmal mit Urnenaufsatz und Medaillon haltendem Engel, frühklassizistisch, Grabmäler, 18.–20. Jahrhundert, Ummauerung 17./18. Jahrhundert, in Teilen erneuert, mit eingelassenen Grabplatten des 17.–19. Jahrhundert, Torbogen bezeichnet „1692“ | D-5-77-158-31          | weitere Bilder |
| Deisingerstraße 1 (Standort)                                                | Wohn- und Geschäftshaus in Jura-Bauweise | Zweigeschossiges Eckgebäude mit Satteldach, Giebel zum Markt, 1769 | D-5-77-158-33          | Wohn- und Geschäftshaus in Jura-Bauweise                                                                                      |
| Deisingerstraße 2 (Standort)                                                | Wohnhaus | Zweigeschossiger giebelständiger Satteldachbau, mit Putzgliederung, 18./19. Jahrhundert, bezeichnet „1843“ | D-5-77-158-34          | Wohnhaus |
| Deisingerstraße 3 (Standort)                                                | Ehemaliges Gasthaus | Großzügiger zweigeschossiger Satteldachbau in Ecklage, mit Putzgliederung, 1731 | D-5-77-158-35          | Ehemaliges Gasthaus |
| Deisingerstraße 4 (Standort)                                                | Brauereigasthaus | Breit gelagerter, großer dreigeschossiger Satteldachbau mit fachwerksichtigem Obergeschoss und Giebel, zweite Hälfte 16. Jahrhundert | D-5-77-158-36          | Brauereigasthaus |
| Deisingerstraße 7 (Standort)                                                | Bürgerhaus | Zweigeschossiger giebelständiger Satteldachbau, mit Ecklisenen, im Kern 18. Jahrhundert | D-5-77-158-38          | Bürgerhaus |
| Deisingerstraße 9 (Standort)                                                | Wohnhaus | Zweigeschossiger giebelständiger Satteldachbau in Jura-Bauweise, im Kern 1525 (dendrochronologisch datiert), Überformungen im 18./19. Jahrhundert | D-5-77-158-39          | Wohnhaus |
| Deisingerstraße 12 (Standort)                                               | Bürgerhaus | Zweigeschossiges giebelständiges Gebäude mit Halbwalmdach, barocke Fassadendekoration mit Eckpilastern, 1791 | D-5-77-158-40          | Bürgerhaus |
| Deisingerstraße 14 (Standort)                                               | Ehemalige Apotheke | Zweigeschossiger giebelständiger Bau mit Halbwalmdach, mit rustizierten Ecklisenen und Putzgliederung, 1698 | D-5-77-158-41          | Ehemalige Apotheke |
| Deisingerstraße 16 (Standort)                                               | Ehemals jüdisches Bankhaus | Zweigeschossiger Walmdachbau, mit neugotischen Zierelementen und Putzgliederung, bezeichnet „5608“ (1848/49 jüdischer Zeitrechnung) | D-5-77-158-43          | Ehemals jüdisches Bankhaus |
| Deisingerstraße 18 (Standort)                                               | Bürgerhaus | Dreigeschossiges giebelständiges Gebäude mit Halbwalmdach, mit Ecklisenen, im Kern Fachwerk, 18. Jahrhundert | D-5-77-158-44          | Bürgerhaus |
| Deisingerstraße 19 (Standort)                                               | Ehemalige Judenschule | Zweigeschossiger giebelständiger Satteldachbau, mit Putzgliederung, 18. Jahrhundert | D-5-77-158-45          | Ehemalige Judenschule |
| Deisingerstraße 21 (Standort)                                               | Ehemaliges Zinsmeisterhaus | Großzügiger zweigeschossiger Walmdachbau mit Zwerchhaus, von Johann Georg Steingruber, 1753 | D-5-77-158-204         | Ehemaliges Zinsmeisterhaus |
| Deisingerstraße 25 (Standort)                                               | Bürgerhaus | Zweigeschossiger giebelständiger Bau mit Steildach, zweite Hälfte 18. Jahrhundert | D-5-77-158-47          | Bürgerhaus |
| Deisingerstraße 26 (Standort)                                               | Ehemaliges Hofbeamtenhaus, seit 1802 Apotheke | Breitgelagerter, zweigeschossiger giebelständiger Bau mit Halbwalmdach, mit rustizierten Ecklisenen und Putzgliederung, von Johann Georg Steingruber, 1727 | D-5-77-158-48          | Ehemaliges Hofbeamtenhaus, seit 1802 Apotheke                                                                                 |
| Deisingerstraße 28 (Standort)                                               | Bürgerhaus | Zweigeschossiges giebelständiges Gebäude mit Krüppelwalmdach, 18./frühes 19. Jahrhundert | D-5-77-158-49          | Bürgerhaus |
| Deisingerstraße 29 (Standort)                                               | Wohnhaus | Breitgelagerter, zweigeschossiger giebelständiger Satteldachbau in Jura-Bauweise, mit Fachwerkgiebel und Erker, 17. Jahrhundert | D-5-77-158-50          | Wohnhaus |
| Deisingerstraße 30 (Standort)                                               | Bürgerhaus | Dreigeschossiges giebelständiges Gebäude mit Halbwalmdach, mit Putzgliederung, Mitte 19. Jahrhundert | D-5-77-158-51          | Bürgerhaus |
| Deisingerstraße 31 (Standort)                                               | Bürgerhaus | Zweigeschossiger giebelständiger Satteldachbau mit Fachwerkgiebel, 18. Jahrhundert | D-5-77-158-52          | Bürgerhaus |
| Deisingerstraße 33 (Standort)                                               | Bürgerhaus | Zweigeschossiger giebelständiger Bau mit Steildach, mit Putzgliederung, Mitte 19. Jahrhundert | D-5-77-158-53          | Bürgerhaus |
| Deisingerstraße 36 (Standort)                                               | Ehemaliges Fachwerkscheune | Stark erneuerter zweigeschossiger Giebelbau mit Satteldach, zweite Hälfte 16. Jahrhundert | D-5-77-158-54          | Ehemaliges Fachwerkscheune |
| Deisingerstraße 37 (Standort)                                               | Ehemaliger Marstall | Zweigeschossiges Eckgebäude mit Walmdach, mit Putzgliederung, 18./19. Jahrhundert | D-5-77-158-55 Wikidata | Ehemaliger Marstall |
| Deisingerstraße 38 (Standort)                                               | Kleinhaus | Eingeschossiger Satteldachbau in Jura-Bauweise, mit Kniestock, bezeichnet „1837“ | D-5-77-158-56          | BW |
| Deisingerstraße 42 (Standort)                                               | Erker | Mit Steinrelief, frühes 20. Jahrhundert | D-5-77-158-58          | BW |
| Deisingerstraße 46 (Standort)                                               | Gasthaus | Zweigeschossiges Eckgebäude mit Halbwalmdach, mit Putzgliederung, 18. Jahrhundert, erhaltene Fragmente des Unteren Tors, 14./15. Jahrhundert | D-5-77-158-59          | Gasthaus |
| Dr.-Dr.-Bertha-Kipfmüller-Straße 1 (Standort)                               | Wohnhaus | Zweigeschossiger giebelständiger Satteldachbau mit verputztem Fachwerkgiebel, 17./18. Jahrhundert | D-5-77-158-61          | BW |
| Dr.-Wilhelm-Kraft-Weg (hinter Klosterstraße 25) (Standort)                  | Lagerhaus | Großer massiver Satteldachbau, um 1860, mit Keller | D-5-77-158-117         | [[Vorlage:Bilderwunsch/code!/C:48.93351,10.97135!/D:Dr.-Wilhelm-Kraft-Weg (hinter Klosterstraße 25), Lagerhaus!/\|BW]]        |
| Dr.-Wilhelm-Kraft-Weg (an der Südostseite der Straße) (Standort)            | Stützmauer | Bruchstein, 18./19. Jahrhundert | D-5-77-158-65          | [[Vorlage:Bilderwunsch/code!/C:48.93307,10.97021!/D:Dr.-Wilhelm-Kraft-Weg (an der Südostseite der Straße), Stützmauer!/\|BW]] |
| Fuchsberg 3 (Standort)                                                      | Bergpfarre | Dreigeschossiger Walmdachbau mit spitzbogiger Eingangstür, in Teilen Fachwerk, verputzt, mit Ecklisenen, im Kern vor 1600, im 19. Jahrhundert verändert | D-5-77-158-66          | Bergpfarre |
| Fuchsberg 12 (Standort)                                                     | Wohnhaus | Giebelständiger Satteldachbau mit Kellergeschoss, 17./18. Jahrhundert | D-5-77-158-67          | Wohnhaus |
| Fuchsberg 13 (Standort)                                                     | Ehemaliges Gräfenthaler Amtshaus | Zweigeschossiger Satteldachbau, 17./18. Jahrhundert, mit vorgestelltem kleinem eingeschossigem Walmdachbau | D-5-77-158-68          | Ehemaliges Gräfenthaler Amtshaus                                                                                              |
| Graf-Carl-Straße (Standort)                                                 | Steintrog | „Vom Steinbruch by der Grafenmühle 1844“, Bruchsteinmauer an der Straße | D-5-77-158-205         | Steintrog |
| Graf-Carl-Straße 1 (Standort)                                               | Evangelisch-lutherisches Dekanat | Großzügiger Barockbau, zweigeschossig mit Halbwalmdach, mit rustizierten Ecklisenen und Putzgliederung, nach Plänen von Johann Georg Steingruber, 1757, mit Rest der Stadtmauer | D-5-77-158-69          | Evangelisch-lutherisches Dekanat                                                                                              |
| Graf-Carl-Straße 1 1/2 (Standort)                                           | Ehemalige Pfarrscheune | Im Kern Fachwerkbau, zweite Hälfte 16. Jahrhundert, mit Grasmahlsaal, erneuert | D-5-77-158-70          | BW |
| Graf-Carl-Straße 3 (Standort)                                               | Ehemaliges Bürgerhaus und nachfolgend Amtsgericht | Breit gelagerter, dreigeschossiger giebelständiger Satteldachbau, mit rustizierten Ecklisenen und Putzgliederung, 1767, mit Ausstattung | D-5-77-158-71          | Ehemaliges Bürgerhaus und nachfolgend Amtsgericht                                                                             |
| Graf-Carl-Straße 4 (Standort)                                               | Gartenpavillon | Eingeschossiger achteckiger Walmdachbau mit rustizierten Ecklisenen, Ende 18. Jahrhundert, am Altmühlufer | D-5-77-158-72          | BW |
| Graf-Carl-Straße 5 (Standort)                                               | Mesnerhaus | Kleiner zweigeschossiger Wohnbau mit Walmdach, Zierfries, 18./19. Jahrhundert, mit der Kirche verbunden | D-5-77-158-73          | BW |
| Graf-Carl-Straße 6 (Standort)                                               | Bürgerhaus | Zweigeschossiges giebelständiges Gebäude mit Flachsatteldach, in Jura-Bauweise, Fachwerk verputzt, 18. Jahrhundert | D-5-77-158-74          | Bürgerhaus |
| Graf-Carl-Straße 7 (Standort)                                               | Evangelisch-lutherische Pfarrkirche, ehemals Sankt Maria | Saalraum mit Chor, über Westfassade Turm mit Spitzhelm, spätgotischer Bau, 1476, Barockisierung (Innenausstattung) 1680 bis 1728, Flachdecke des Langhauses 1832, mit Ausstattung, mit Fragmenten der Stadtmauer | D-5-77-158-75          | weitere Bilder |
| Graf-Carl-Straße 9 (Standort)                                               | Wohnhaus | Kleiner, zweigeschossiger traufständiger Satteldachbau, 18./19. Jahrhundert, mit der Kirche verbunden | D-5-77-158-76          | BW |
| Graf-Carl-Straße 12 (Standort)                                              | Bürgerhaus | Zweigeschossiger giebelständiger Bau mit Halbwalmdach, 18./frühes 19. Jahrhundert | D-5-77-158-77          | Bürgerhaus |
| Graf-Carl-Straße 13; Schlosspark (Standort)                                 | Altes Schloss, Südflügel mit Stirnbau und zweigeschossiger Zwischenbau                                                                                       | Im Kern 15. Jahrhundert, im 18. Jahrhundert verändert | D-5-77-158-78          | weitere Bilder |
| Graf-Carl-Straße 13; Schlosspark (Standort)                                 | Altes Schloss, dreigeschossiger Nordtrakt | Mit Ziergiebeln und Ecktürmen, 1608 | D-5-77-158-78          | weitere Bilder |
| Graf-Carl-Straße 13; Schlosspark (Standort)                                 | Altes Schloss, Torbogen zwischen Nr. 13 und 17 | Wohl 18. Jahrhundert | D-5-77-158-78          | weitere Bilder |
| Graf-Carl-Straße 13; Schlosspark (Standort)                                 | Altes Schloss, Denkmal für J. F. F. von Pappenheim, gestorben 1792                                                                                           | Trauernde, im Park | D-5-77-158-78          | BW |
| Graf-Carl-Straße 14, Herrenschmiedgasse 1 (Standort)                        | Ehemalige Schule | Dreigeschossiges Eckgebäude mit Walmdach, Putzgliederung, 1887 | D-5-77-158-79          | Ehemalige Schule |
| Graf-Carl-Straße 16 (Standort)                                              | Bürgerhaus | Zweigeschossiger Satteldachbau, traufständig, in Ecklage, 18./frühes 19. Jahrhundert | D-5-77-158-80          | Bürgerhaus |
| Graf-Carl-Straße 19 (Standort)                                              | Bürgerhaus | Zweigeschossiges giebelständiges Gebäude mit steilem Satteldach, Fachwerk in Teilen erhalten, 18. Jahrhundert, im Kern um 1450 | D-5-77-158-82          | Bürgerhaus |
| Graf-Carl-Straße 20 (Standort)                                              | Bürgerhaus | Zweigeschossiger Walmdachbau mit Ladeluke, zweite Hälfte 18. Jahrhundert | D-5-77-158-83          | Bürgerhaus |
| Graf-Carl-Straße 28 (Standort)                                              | Bürgerhaus | Zweigeschossiger giebelständiger Satteldachbau, an Südseite wohl nachträglich eingefügtes Zwerchhaus, Fachwerk verputzt, wohl 18. Jahrhundert | D-5-77-158-86          | Bürgerhaus |
| Graf-Carl-Straße 30 (Standort)                                              | Bürgerhaus | Zweigeschossiger giebelständiger Satteldachbau, 18. Jahrhundert | D-5-77-158-88          | Bürgerhaus |
| Graf-Carl-Straße 32 (Standort)                                              | Wohnhaus | Zweigeschossiger Satteldachbau in Jura-Bauweise in Ecklage, mit kleinem Zwerchhaus, 18./frühes 19. Jahrhundert, im Kern 16. Jahrhundert | D-5-77-158-90          | Wohnhaus |
| Graf-Carl-Straße 34 (Standort)                                              | Gutsgebäude | Zweigeschossiger Walmdachbau, 18. Jahrhundert, großzügiger, breitgelagerter Scheunenbau mit Steildach | D-5-77-158-92          | Gutsgebäude |
| Graf-Carl-Straße 34 (Standort)                                              | Hierzu sehr stattlicher Scheunenbau | 17. Jahrhundert | D-5-77-158-92          | Hierzu sehr stattlicher Scheunenbau                                                                                           |
| Klosterstraße 1 (Standort)                                                  | Wohnhaus des Hofschreiners Johann Michael Neher | Zweigeschossiges Gebäude mit Mansarddach und Zwerchhaus, bezeichnet „1740“ | D-5-77-158-97          | Wohnhaus des Hofschreiners Johann Michael Neher                                                                               |
| Klosterstraße 2 (Standort)                                                  | Bürgerhaus | Schmaler, zweigeschossiger giebelständiger Mansarddachbau mit Volutengiebel, bezeichnet „1732“ | D-5-77-158-98          | Bürgerhaus |
| Klosterstraße 3 (Standort)                                                  | Ehemaliges Bräu- und Gasthaus | Großer, zweigeschossiger traufständiger Bau mit Krüppelwalmdach, 18. Jahrhundert, zwei Prellsteine | D-5-77-158-99 Wikidata | Ehemaliges Bräu- und Gasthaus                                                                                                 |
| Klosterstraße 4 (Standort)                                                  | Wohn- und Geschäftshaus | Eingeschossiger Giebelbau in Jura-Bauweise, Kniestock in Ständerkonstruktion, im Kern wohl 18. Jahrhundert | D-5-77-158-100         | Wohn- und Geschäftshaus |
| Klosterstraße 6 (Standort)                                                  | Ehemaliges Färberhaus | Breit gelagerter, zweigeschossiger giebelständiger Satteldachbau, um 1740, rückwärtig Hinterhaus mit offenen Trockenböden | D-5-77-158-101         | Ehemaliges Färberhaus |
| Klosterstraße 13 (Standort)                                                 | Ehemaliges Amtsknechtshaus | Dreigeschossiger giebelständiger Satteldachbau, 17./18. Jahrhundert | D-5-77-158-104         | Ehemaliges Amtsknechtshaus |
| Klosterstraße 14 (Standort)                                                 | Alte Zinsmeisterei | Zweigeschossiger Traufseitbau mit älterem westlichem Flügel, 16./17. Jahrhundert, im 19. Jahrhundert erneuert | D-5-77-158-103         | Alte Zinsmeisterei |
| Klosterstraße 16 (Standort)                                                 | Ehemaliges Schlachthaus, später Wohngebäude | eingeschossiger Flachsatteldachbau über hohem Sockelgeschoss, zur Nordseite Uferbefestigung der Altmühl, Bruchstein- und Quadermauerwerk, im Kern um 1800 | D-5-77-158-262         | BW |
| Klosterstraße 19 (Standort)                                                 | Ehemalige Büttelei | Hohes, zweigeschossiges traufständiges Gebäude mit Satteldach und westlichem Halbwalm, 17./18. Jahrhundert | D-5-77-158-105         | Ehemalige Büttelei |
| Klosterstraße 20, 22 (Standort)                                             | Wohnhaus des Baumeisters Johann Georg Steingruber | Zweigeschossiger traufständiger Satteldachbau, Rückgebäude mit Walmdach, 1739 | D-5-77-158-107         | Wohnhaus des Baumeisters Johann Georg Steingruber                                                                             |
| Klosterstraße 24, 26 (Standort)                                             | Wohnhaus, heute Doppelhaus | Zweigeschossiger Mansarddachbau, um 1750, später verändert | D-5-77-158-108         | BW |
| Klosterstraße 25 (Standort)                                                 | Wohnhaus | Walmdachbau, 17./18. Jahrhundert, an das Obere Tor angebaut | D-5-77-158-109         | BW |
| Klosterstraße 28, 30, 32, 34, 36, 38 (Standort)                             | Kloster, ehemalige Augustinereremiten-Klosterkirche | Gestiftet 1372, 1570 säkularisiert, hoher Saalbau mit langgezogenem Chor, 15. Jahrhundert, Umbau 1493, 1674 und 1700 barockisiert und neugestaltet, mit Ausstattung Ehemaliges Zehnthaus, zweigeschossiger Steildachbau, 17./18. Jahrhundert, im Kern 15. Jahrhundert Ehemaliges Rektoratshaus, Zwischentrakt, Fachwerk, verputzt, 17./18. Jahrhundert, mittelalterlicher Kreuzgangflügel, durch zweigeschossigen Mansarddachbau des 17./18. Jahrhundert überlagert Ehemaliges Prioratshaus, zweigeschossiger Bau mit Halbwalmdach, 18. Jahrhundert, im Kern älter Ehemaliges Freihaus, zweigeschossiger Satteldachbau, im Kern 15. Jahrhundert, weitgehend erneuert, an Oberes Tor angebaut Einfriedung, 17/18. Jahrhundert | D-5-77-158-112         | Kloster, ehemalige Augustinereremiten-Klosterkirche                                                                           |
| Marktplatz 1 (Standort)                                                     | Rathaus | Dreigeschossiger giebelständiger Satteldachbau, 1595–98, im 19. und frühen 20. Jahrhundert umgestaltet, mit Wandbrunnen an der Hauptfassade, mit Ausstattung | D-5-77-158-118         | Rathaus |
| Marktplatz 2 (Standort)                                                     | Ehemaliges gräfliches Verwaltungsgebäude | Dreigeschossiges Gebäude mit flachem Satteldach in Ecklage, in Jura-Bauweise, obere Geschosse teilweise in Sichtfachwerk, 1541 (dendrochronologisch datiert), Nebengebäude, eingeschossiger Satteldachbau mit Kniestock und Einfahrt, in Teilen Fachwerk, 16. Jahrhundert | D-5-77-158-119         | BW |
| Marktplatz 3 (Standort)                                                     | Wohnhaus | Zweigeschossiger giebelständiger Satteldachbau in Jura-Bauweise, 17./18. Jahrhundert | D-5-77-158-120         | Wohnhaus |
| Marktplatz 4 (Standort)                                                     | Gasthaus | Zweigeschossiger Satteldachbau mit Schweifgiebel, kleiner Steherkervorbau, Gebäude in Ecklage, 1590 von G. Veltlin | D-5-77-158-121         | Gasthaus |
| Marktplatz 5 (Standort)                                                     | Schloss der Grafen von Pappenheim, sogenanntes Neues Schloss                                                                                                 | Dreiflügelanlage mit vortretendem, höher gestelltem Mitteltrakt mit rustiziertem Untergeschoss mit Arkaden, Gliederung der Fassade durch rustizierte Ecklisenen, nach Entwurf Leo von Klenzes, 1819/20, siehe auch Zum Hofgarten, mit Ausstattung | D-5-77-158-122         | weitere Bilder |
| Marktplatz 6 (Standort)                                                     | Gasthof, Hotel Krone | Freistehender, dreigeschossiger Walmdachbau über hakenförmigem Grundriss, nach Brand neu errichtet 1836/37, erweitert und erneuert | D-5-77-158-123         | Gasthof, Hotel Krone |
| Schloßberg 2 (Standort)                                                     | Ehemaliges Solnhofer Propsteihaus | Dreigeschossiges Giebelhaus in Jura-Bauweise mit Kniestock, im Kern Fachwerkbau, vor 1600, mit Gartenmauer | D-5-77-158-124         | BW |
| Schloßberg 6 (Standort)                                                     | Wohnhaus | Zweigeschossiger traufständiger Satteldachbau, 18. Jahrhundert | D-5-77-158-125         | BW |
| Schloßberg 7 (Standort)                                                     | Wohngebäude | Kleinhaus, eingeschossiges traufständiges Gebäude mit Steildach, 18. Jahrhundert | D-5-77-158-128         | BW |
| Schloßberg 8 (Standort)                                                     | Turm | Mit anschließendem Wohngebäude, 16. Jahrhundert, zur Burg gehörig | D-5-77-158-126         | Turm |
| Schloßberg 9, 10 (Standort)                                                 | Wohnhaus | Eingeschossiger Satteldachbau, mit kleinem eingeschossigen Nebengebäude mit Fachwerkkniestock, 18. Jahrhundert | D-5-77-158-127         | BW |
| Schützenstraße 1 a, 1 b (Standort)                                          | Wohnhaus | Dreigeschossiger Gebäudekomplex mit Putzgliederung und Satteldach, mehrere Bauphasen im 18. und 19. Jahrhundert, Dacherker bezeichnet „1894“ | D-5-77-158-132         | Wohnhaus |
| Schützenstraße 13 (Standort)                                                | Turnhalle | Breit gelagertes Gebäude mit Halbwalmdach, abgewalmter Zwerchgiebel über Eingangsbereich, Jugendstil, mit Naturstein- und Putzgliederung, 1907 | D-5-77-158-134         | BW |
| Sophie-Hoechstetter-Weg 13 (Standort)                                       | Wohnhaus | Großzügiger, villenähnlicher zweigeschossiger Bau mit Halbwalmdach, nördlich Queranbau mit Halbwalm, risalitartige Erker mit Balkon verbunden, um 1910, östlich anschließender, moderner eingeschossiger Anbau | D-5-77-158-135         | BW |
| Staatsstraße 2230, an der Ausfahrt von der Staatsstraße (Standort)          | Drei Steinkreuze | 14. Jahrhundert | D-5-77-158-9           | weitere Bilder |
| Stadtmühle 2 (Standort)                                                     | Ehemalige Stadtmühle | Großzügiger zweigeschossiger Satteldachbau, mit Putzgliederung und spätklassizistischen Stilelementen, um 1870 | D-5-77-158-102         | Ehemalige Stadtmühle |
| Stadtvogteigasse 1 (Standort)                                               | Giebelhaus, heute Wohn- und Geschäftsbau | Dreigeschossiger großzügiger Satteldachbau in Ecklage, nördlich fachwerksichtiger Giebel, mit Putzgliederung, 18. Jahrhundert | D-5-77-158-94          | Giebelhaus, heute Wohn- und Geschäftsbau                                                                                      |
| Stadtvogteigasse 2 (Standort)                                               | Wohnhaus | Zweigeschossiger traufständiger Satteldachbau in Jura-Bauweise, teilweise Fachwerk, verputzt, 17./18. Jahrhundert, im Kern vor 1600 | D-5-77-158-95          | Wohnhaus |
| Stadtvogteigasse 3 (Standort)                                               | Ehemaliges Stadtvogteihaus | Dreigeschossiger Walmdachbau, zum Teil Fachwerk, 17./18. Jahrhundert, im Kern um 1500, mit Stuckdecken | D-5-77-158-96          | Ehemaliges Stadtvogteihaus |
| Stadtvogteigasse 6 (Standort)                                               | Ehemaliges Handwerkerhaus | Dreigeschossiges Eckgebäude mit Satteldach, mit Fachwerk, verputzt, 18. Jahrhundert | D-5-77-158-209         | Ehemaliges Handwerkerhaus |
| Stöbergasse 6 (Standort)                                                    | Ehemaliges Amtshaus | Zweigeschossiges giebelständiges Gebäude mit Halbwalmdach, 17./18. Jahrhundert, im Kern wohl Fachwerkbau, vor 1600 | D-5-77-158-136         | Ehemaliges Amtshaus |
| Zum Hofgarten ()                                                            | Denkmal für J. F. F. von Pappenheim, gestorben 1792 | Trauernde, im Park am Alten Schloss | D-5-77-158-78          | |
| Zum Hofgarten 1 (Standort)                                                  | Orangerie | Eingeschossiger Walmdachbau, 1740 | D-5-77-158-139         | BW |
| Zum Hofgarten 2 (Standort)                                                  | Wohnhaus, sogenanntes Großes Haus im Hofgarten | Zweigeschossiger Walmdachbau, um 1708/09, angebaute Remise mit Legschieferdach. | D-5-77-158-138         | BW |

### Bieswang
| Lage                                                                   | Objekt                                         | Beschreibung | Akten-Nr.      | Bild           |
| ---------------------------------------------------------------------- | ---------------------------------------------- | --- | -------------- | -------------- |
| Hauptstraße 4 (Standort)                                               | Kleinbauernhaus                                | Zweigeschossiger Flachsatteldachbau in Jura-Bauweise, mit Legschieferdach, Mitte 19. Jahrhundert | D-5-77-158-210 | BW             |
| Hauptstraße 4 (Standort)                                               | Scheune                                        | In Jura-Bauweise, mit Legschieferdach, gleichzeitig | D-5-77-158-210 | BW             |
| Hauptstraße 5 (Standort)                                               | Ehemaliger Pfarrhof                            | Zweigeschossiges Gebäude mit Flachsatteldach, in Ecklage, mit Putzgliederung, 1602, 1708 umgebaut | D-5-77-158-141 | BW             |
| Hauptstraße 8 (Standort)                                               | Ehemaliges Brauereiunterkunftsgebäude          | Zweigeschossiger traufständiger Bau mit Flachsatteldach, in Jura-Bauweise, Bruchsteinmauerwerk, mit Legschieferdach, um 1900 | D-5-77-158-223 | BW             |
| Hauptstraße 10 (Standort)                                              | Ehemaliges Schulhaus                           | Zweigeschossiges Gebäude mit Flachsatteldach, in Ecklage, Jura-Bauweise, mit Ecklisenen und Putzgliederung, mit Legschieferdach, 1890 | D-5-77-158-211 | BW             |
| Hauptstraße 19 (Standort)                                              | Ehemaliges Brauereigasthaus                    | Zweigeschossiges giebelständiges Gebäude mit Flachsatteldach in Jura-Bauweise, 18. Jahrhundert, erneuert 1825, mit Sonnenuhr, bezeichnet „1825“ | D-5-77-158-143 | BW             |
| Hauptstraße 21 (Standort)                                              | Wohnhaus                                       | Zweigeschossiges giebelständiges Gebäude mit Flachsatteldach, in Jura-Bauweise, 1811 | D-5-77-158-144 | BW             |
| Hauptstraße 34, bei Bierkeller, Ecke Sommerkellerweg (Standort)        | Steinkreuz                                     | Spätmittelalterlich | D-5-77-158-152 | weitere Bilder |
| Hauptstraße 34, Ecke Sommerkellerweg (Standort)                        | Bierkeller                                     | Überbaut, eingeschossiger Satteldachbau mit nördlichem Anbau, mit Legschieferdach, 18./19. Jahrhundert | D-5-77-158-151 | Bierkeller     |
| Hutgasse 2 (Standort)                                                  | Ehemaliger Brauereigasthof                     | Brauerei, Wohnhaus, zweigeschossiger Satteldachbau in Jura-Bauweise, mit Kniestock, mit Legschieferdach, 1821 | D-5-77-158-145 | BW             |
| Hutgasse 2 (Standort)                                                  | Brauerei- und Sudhaus                          | Zweigeschossiger Satteldachbau, bezeichnet „1911“ | D-5-77-158-145 | BW             |
| Hutgasse 12 (Standort)                                                 | Bauernhaus mit Scheune                         | Erdgeschossiges Gebäude mit Flachsatteldach in Jura-Bauweise, mit Kniestock, in Ecklage, Naturstein, teilweise verputzt, mit Legschieferdach, um 1860/70                                                                                            | D-5-77-158-146 | BW             |
| Im Schaller, bei Weiher westlich der Straße Bieswang-Göhren (Standort) | Brunnenstube                                   | Tonnengewölbt, wohl nachmittelalterlich auf römischer Grundlage | D-5-77-158-212 | BW             |
| Kirchengasse 10 (Standort)                                             | Evangelisch-lutherische Pfarrkirche St. Martin | Chorturmkirche, Turmuntergeschoß romanisch, obere Teile 17. Jahrhundert, Chorturm mit Spitzhelm, Langhaus 1673/74, teilweise über mittelalterlicher Bausubstanz, Stuckdekor 1724, mit Ausstattung, Kirchhofmauer mit zwei Toren und Eisenzaun, 1896 | D-5-77-158-148 | weitere Bilder |
| Kirchengasse 15 (Standort)                                             | Einfirstanlage                                 | Bauernhaus mit anschließender Scheune, eingeschossiges Gebäude mit Flachsatteldach in Jura-Bauweise, mit Kniestock, mit Legschieferdach, Zwerchhaus, mit Putzgliederung, wohl erste Hälfte des 19. Jahrhunderts                                     | D-5-77-158-149 | BW             |
| Kirchengasse 17 (Standort)                                             | Scheune eines ehemaligen Dreiseithofes         | Satteldachbau in Jura-Bauweise, Naturstein, teilweise verputzt, mit Legschieferdach, wohl frühes 19. Jahrhundert | D-5-77-158-150 | BW             |
| An der Kreuzung mit der Römerstraße (Standort)                         | Eichstättisch-pappenheimischer Grenzstein      | Ca. 1 m, 18. Jahrhundert | D-5-77-158-154 | BW             |
| Sportplatzweg 7 (Standort)                                             | Ehemaliges Wohnstallhaus                       | Eingeschossiger Satteldachbau in Jurabauweise, mit Kniestock, Legschieferdach, um 1900, ehemaliger Stallteil teilweise verändert | D-5-77-158-225 | BW             |
| Sportplatzweg 9 (Standort)                                             | Wohnhaus                                       | Traufständiges eingeschossiges Gebäude mit Flachsatteldach in Jura-Bauweise, mit Kniestock, Ecklisenen, um 1900 | D-5-77-158-153 | BW             |
| Sportplatzweg 9 (Standort)                                             | Scheune                                        | Mit Legschieferdach, wohl erstes Viertel 20. Jahrhundert | D-5-77-158-153 | BW             |

### Flemmühle
| Lage                   | Objekt                       | Beschreibung                                                                   | Akten-Nr.      | Bild |
| ---------------------- | ---------------------------- | ------------------------------------------------------------------------------ | -------------- | ---- |
| Flemmühle 1 (Standort) | Scheune eines Mühlenanwesens | In Jurabauweise, Naturstein, mit Legschieferdach, erste Hälfte 19. Jahrhundert | D-5-77-158-206 | BW   |

### Geislohe
| Lage                   | Objekt                  | Beschreibung | Akten-Nr.      | Bild |
| ---------------------- | ----------------------- | --- | -------------- | ---- |
| Geislohe 8 (Standort)  | Kleinbauernhaus         | Zweigeschossiges giebelständiges Gebäude mit Flachsatteldach, in Jura-Bauweise, mit Ecklisenen, erste Hälfte 19. Jahrhundert                                                | D-5-77-158-155 | BW   |
| Geislohe 11 (Standort) | Bauernhaus              | Jura-Bauweise mit Kniestock, Mitte 19. Jahrhundert | D-5-77-158-156 | BW   |
| Geislohe 17 (Standort) | Gemeindehaus alter Teil | Eingeschossiges Gebäude mit Flachsatteldach, in Jura-Bauweise, 18./19. Jahrhundert, Türmchen 1951                                                                           | D-5-77-158-157 | BW   |
| Geislohe 59 (Standort) | Bauernhaus              | Eingeschossiges Gebäude mit flachem Satteldach, mit Kniestock, in Jura-Bauweise, mit kleinem zweigeschossigen Anbau in gleicher Bauweise, wohl erste Hälfte 19. Jahrhundert | D-5-77-158-158 | BW   |
| Geislohe 68 (Standort) | Wohnstallhaus           | Eingeschossiges Gebäude mit flachem Satteldach, in Jura-Bauweise mit Kniestock, zweite Hälfte 19. Jahrhundert, bezeichnet „1901“                                            | D-5-77-158-159 | BW   |

### Göhren
| Lage                                                                            | Objekt                             | Beschreibung | Akten-Nr.      | Bild |
| ------------------------------------------------------------------------------- | ---------------------------------- | --- | -------------- | ---- |
| Die Weiten, ca. 1750 m östlich Göhren, auf Flur Auf dem Steinbrunnen (Standort) | Brunnenstube                       | Tonnengewölbt, bezeichnet „1706“ (?), in der Nähe römischer Baureste                                                                                              | D-5-77-158-214 | BW   |
| Göhren 9 (Standort)                                                             | Bauernhaus                         | Eingeschossiges giebelständiges Gebäude mit flachem Satteldach, mit Kniestock, in Jura-Bauweise, mit Legschieferdach, Mitte 19. Jahrhundert                       | D-5-77-158-161 | BW   |
| Göhren 18 (Standort)                                                            | Ehemaliges Schul- und Gemeindehaus | Zweigeschossiger Walmdachbau mit Dachtürmchen, mit Legschieferdach, durch Inschrifttafel bezeichnet „1821“                                                        | D-5-77-158-164 | BW   |
| Göhren 19 (Standort)                                                            | Jurahaus mit Kniestock             | Legschieferdach Mitte 19. Jahrhundert | D-5-77-158-162 | BW   |
| Göhren 25 (Standort)                                                            | Bauernhaus                         | Zweigeschossiges Gebäude mit flachem Satteldach, in Jura-Bauweise, mit Ecklisenen, zweite Hälfte 19. Jahrhundert, Scheune, mit Legschieferdach, wohl gleichzeitig | D-5-77-158-213 | BW   |
| Göhren 37 (Standort)                                                            | Hinweistafel                       | Von 1861 auf die Göhren berührende Römerstraße, am Stadel | D-5-77-158-163 | BW   |
| Göhren 56 (Standort)                                                            | Bauernhaus                         | Eingeschossiges giebelständiges Gebäude mit Flachsatteldach, mit Kniestock, in Jura-Bauweise, mit Legschieferdach, um Mitte 19. Jahrhundert                       | D-5-77-158-160 | BW   |

### Mittelmarterhof
| Lage                         | Objekt          | Beschreibung | Akten-Nr.      | Bild |
| ---------------------------- | --------------- | --- | -------------- | ---- |
| Mittelmarterhof 1 (Standort) | Mittelmarterhof | Gutshaus zweigeschossig, mit Mansarddach, durch Sonnenuhr bezeichnet „1781“                                                                          | D-5-77-158-166 | BW   |
| Mittelmarterhof 1 (Standort) | Mittelmarterhof | Wohnhaus, eingeschossiger Mansarddachbau, zweite Hälfte 19. Jahrhundert, Nebengebäude, eingeschossig, mit Mansarddach, zweite Hälfte 19. Jahrhundert | D-5-77-158-166 | BW   |
| Mittelmarterhof 1 (Standort) | Mittelmarterhof | Ökonomiegebäude, massiver Satteldachbau, frühes 19. Jahrhundert                                                                                      | D-5-77-158-166 | BW   |

### Neudorf
| Lage                               | Objekt                                            | Beschreibung | Akten-Nr.      | Bild |
| ---------------------------------- | ------------------------------------------------- | --- | -------------- | ---- |
| Neudorf 2 (Standort)               | Bauernhaus                                        | Eingeschossiges giebelständiges Gebäude mit flachem Satteldach, mit Kniestock, in Jura-Bauweise, Mitte 19. Jahrhundert | D-5-77-158-167 | BW   |
| Neudorf 6 (Standort)               | Gasthaus und Bauernhaus                           | Zweigeschossiges giebelständiges Gebäude mit flachem Satteldach, mit fachwerksichtigem Giebel und Kniestock, 17.–19. Jahrhundert, innen bezeichnet „1616“ | D-5-77-158-168 | BW   |
| Neudorf 25 (Standort)              | Scheune                                           | Mit fachwerksichtigem Giebel, 19. Jahrhundert | D-5-77-158-169 | BW   |
| Neudorf 26 (Standort)              | Bauernhaus                                        | Eingeschossiger traufständiger Satteldachbau in Jura-Bauweise, mit Kniestock, 18./19. Jahrhundert Südlich angeschlossenes Austragshaus, eingeschossiger Satteldachbau in Jura-Bauweise, mit Kniestock, 1900 Nördlich angebaute giebelständige Scheune, wohl zweite Hälfte 19. Jahrhundert | D-5-77-158-170 | BW   |
| Neudorf 56 (Standort)              | Ehemaliges Pappenheimsches Ökonomiegut, Gutshaus  | Zweigeschossiges giebelständiges Gebäude mit Halbwalmdach, mit Ecklisenen, 1805 | D-5-77-158-172 | BW   |
| Neudorf 57 (Standort)              | Wirtshausschild                                   | Wohl 19. Jahrhundert | D-5-77-158-173 | BW   |
| Neudorf 87 (Standort)              | Wohnhaus                                          | Eingeschossiges Gebäude mit flachem Satteldach, mit Kniestock, in Jura-Bauweise, mit Legschieferdach, 19. Jahrhundert Nebengebäude, kleiner Satteldachbau, mit Legschieferdach, wohl erstes Viertel 20. Jahrhundert                                                                       | D-5-77-158-174 | BW   |
| Neudorf 116 (Standort)             | Ehemaliges Pappenheim`sches Zeughaus              | Großer zweigeschossiger Walmdachbau, Bruchstein, verputzt, 18. Jahrhundert | D-5-77-158-175 | BW   |
| Neudorf 117, Neudorf 68 (Standort) | Evangelisch-lutherische Pfarrkirche Sankt Jakobus | Chorturmkirche, Turm 15. Jahrhundert, Langhaus 15. und 18. Jahrhundert, Turm mit ziegelornamentverziertem Spitzhelm, mit Ausstattung | D-5-77-158-176 | BW   |
| Neudorf 117, Neudorf 68 (Standort) | Kirchhofmauer                                     | 19. Jahrhundert | D-5-77-158-176 | BW   |

### Niederpappenheim
| Lage                                    | Objekt                                             | Beschreibung | Akten-Nr.      | Bild           |
| --------------------------------------- | -------------------------------------------------- | --- | -------------- | -------------- |
| Niederpappenheimer Straße 16 (Standort) | Evangelisch-lutherische Filialkirche Sankt Michael | Saalkirche, im 17. Jahrhundert mehrfach erneuert, 1777 Umbau, östlich Dachreiter mit Spitzhelm, mit Ausstattung | D-5-77-158-177 | weitere Bilder |
| Niederpappenheimer Straße 16 (Standort) | Ummauerung                                         | 17./18. Jahrhundert, teilweise erneuert, mit eingelassenen Grabmälern des 18./19. Jahrhunderts                  | D-5-77-158-177 | Ummauerung     |

### Ochsenhart
| Lage                    | Objekt     | Beschreibung                                                                                         | Akten-Nr.      | Bild |
| ----------------------- | ---------- | --- | -------------- | ---- |
| Ochsenhart 4 (Standort) | Bauernhaus | Zweigeschossiges Gebäude mit Flachsatteldach in Jura-Bauweise, mit Putzgliederung, bezeichnet „1885“ | D-5-77-158-178 | BW   |

### Osterdorf
| Lage                                 | Objekt                                           | Beschreibung | Akten-Nr.      | Bild |
| ------------------------------------ | ------------------------------------------------ | --- | -------------- | ---- |
| In Osterdorf (Standort)              | Kriegsgefallenendenkmal                          | In obeliskähnlichen Formen, erstes Drittel 20. Jahrhundert | D-5-77-158-180 | BW   |
| Osterdorf 1, Osterdorf 71 (Standort) | Ehemaliges Gasthaus                              | Zweigeschossiges giebelständiges Gebäude mit flachem Satteldach, in Jura-Bauweise, mit Ecklisenen, bezeichnet „1789“ und „1790“ durch Relieftafel mit Trophäendarstellungen, Gaststube mit Balkendecke, Scheune, teilweise fachwerksichtig, 19. Jahrhundert | D-5-77-158-181 | BW   |
| Osterdorf 6 (Standort)               | Hierzu Scheune in Jura-Bauweise                  | Frühes 19. Jahrhundert | D-5-77-158-182 | BW   |
| Osterdorf 8 (Standort)               | Gasthaus                                         | Zweigeschossiges giebelständiges Gebäude mit Flachsatteldach, Bruchsteinbau, verputzt, in Jura-Bauweise, mit Ecklisenen, erste Hälfte 19. Jahrhundert | D-5-77-158-207 | BW   |
| Osterdorf 14 (Standort)              | Scheune                                          | Mit fachwerksichtigem Kniestock, in Jura-Bauweise, 19. Jahrhundert | D-5-77-158-183 | BW   |
| Osterdorf 15 (Standort)              | Scheune                                          | Mit fachwerksichtigem Kniestock, in Jura-Bauweise, 19. Jahrhundert | D-5-77-158-184 | BW   |
| Osterdorf 16 (Standort)              | Scheune                                          | Mit fachwerksichtigem Kniestock, in Jura-Bauweise, 19. Jahrhundert | D-5-77-158-185 | BW   |
| Osterdorf 17 (Standort)              | Wohnstallhaus                                    | Eingeschossiges Gebäude mit Flachsatteldach, in Jura-Bauweise, mit Kniestock, mit Putzgliederung, Mitte 19. Jahrhundert | D-5-77-158-190 | BW   |
| Osterdorf 61 (Standort)              | Scheune                                          | Mit fachwerksichtigem Kniestock, in Jura-Bauweise, 19. Jahrhundert | D-5-77-158-187 | BW   |
| Osterdorf 62 (Standort)              | Scheune                                          | Mit fachwerksichtigem Kniestock, in Jura-Bauweise, 19. Jahrhundert | D-5-77-158-188 | BW   |
| Osterdorf 63 (Standort)              | Bauernhaus                                       | Zweigeschossiger giebelständiger Satteldachbau, wohl 2. Hälfte 18. Jahrhundert Scheune, mit fachwerksichtigem Kniestock, in Jura-Bauweise, 19. Jahrhundert                                                                                                  | D-5-77-158-189 | BW   |
| Osterdorf 69 (Standort)              | Evangelisch-lutherische Pfarrkirche Sankt Erhard | Chorturmkirche, Turm im Kern wohl mittelalterlich, mit Spitzhelm, 1536 errichtet, erneuert 1733, 1922, 1965, mit Ausstattung | D-5-77-158-179 | BW   |
| Osterdorf 69 (Standort)              | Friedhofsummauerung                              | Spätmittelalterlich, im 19. Jahrhundert und 1934 erneuert | D-5-77-158-179 | BW   |

### Papiermühle
| Lage                     | Objekt                 | Beschreibung                                                                                              | Akten-Nr.      | Bild |
| ------------------------ | ---------------------- | --- | -------------- | ---- |
| Papiermühle 1 (Standort) | Ehemaliges Mühlgebäude | Wohnhaus, zweigeschossiger Mansarddachbau, bezeichnet „1826“, Umbauten 1906 und im frühen 20. Jahrhundert | D-5-77-158-191 | BW   |
| Papiermühle 2 (Standort) | Mühlhaus               | Eingeschossiges Gebäude mit Halbwalmdach, Naturstein, verputzt, 18. Jahrhundert                           | D-5-77-158-192 | BW   |

### Übermatzhofen
| Lage                        | Objekt                                           | Beschreibung | Akten-Nr.      | Bild |
| --------------------------- | ------------------------------------------------ | --- | -------------- | ---- |
| Übermatzhofen 49 (Standort) | Evangelisch-lutherische Filialkirche Sankt Georg | Saalbau mit Satteldach und polygonalem Dachreiter mit Spitzhelm, Chor dendrochronologisch datiert 1466, Umbauten 17. und 18. Jahrhundert, mit Ausstattung Sogenannter Druidenstein, wohl mittelalterlich, vor der Kirche | D-5-77-158-195 | BW   |

### Zimmern
| Lage | Objekt                                 | Beschreibung | Akten-Nr.      | Bild           |
| --- | -------------------------------------- | --- | -------------- | -------------- |
| Bahnlinie München – Treuchtlingen, südlich vor Streckenkilometer 130,34 bzw. Bahnhof Pappenheim (Standort) | Eisenbahntunnel durch den Kirchenberg  | 108 m Rohrlänge, um 1865/70, Teil der Strecke Ingolstadt–Würzburg                                                                                                 | D-5-77-158-208 | weitere Bilder |
| Zimmern 6 (Standort)                                                                                       | Ehemaliges Schulhaus mit Lehrerwohnung | Zweigeschossiges Gebäude mit Halb- und Krüppelwalmdach, schmaler zweigeschossiger Satteldachvorbau, mit Uhrtürmchen, Heimatstil, 1908                             | D-5-77-158-215 | BW             |
| Zimmern 8 (Standort)                                                                                       | Ehemaliges Bauernhaus                  | Zweigeschossiger Satteldachbau in Jurabauweise, Bruchsteinmauerwerk, Obergeschoss und Giebel Fachwerk, verputzt, spätes 18. Jahrhundert                           | D-5-77-158-201 | BW             |
| Zimmern 8 (Standort)                                                                                       | Ehemalige Scheune                      | Anschließend, eingeschossiger Bau mit Flachsatteldach, in Jurabauweise, Kniestock Fachwerk, wohl gleichzeitig, Ergänzungen im 19. Jahrhundert, beide teilerneuert | D-5-77-158-201 | BW             |
| Zimmern 15 (Standort)                                                                                      | Mühle, Wohnhaus                        | Zweigeschossiger Satteldachbau, bezeichnet „1797“ und „1843“ | D-5-77-158-202 | BW             |
| Zimmern 20 (Standort)                                                                                      | Bauernhaus eines ehemaligen Maierhofs  | Zweigeschossiges Gebäude in Ecklage mit flachem Satteldach, mit Kniestock, in Jura-Bauweise, mit Legschieferdach, 1833                                            | D-5-77-158-200 | BW             |
| Zimmern 23 (Standort)                                                                                      | Bauernhaus                             | Eingeschossiges giebelständiges Gebäude mit Flachsatteldach, in Jura-Bauweise, mit Kniestock, 18. Jahrhundert                                                     | D-5-77-158-198 | BW             |
| Zimmern 23 (Standort)                                                                                      | Scheune                                | In Jura-Bauweise, natursteinsichtig, frühes 19. Jahrhundert | D-5-77-158-198 | BW             |
| Zimmern 28 (Standort)                                                                                      | Wohnhaus                               | Kleines eingeschossiges, giebelständiges Gebäude mit Flachsatteldach, mit Kniestock, in Jura-Bauweise, 18./19. Jahrhundert                                        | D-5-77-158-197 | BW             |
| Zimmern 32 (Standort)                                                                                      | Gasthaus                               | Zweigeschossiger Walmdachbau mit Kniestock, neun Fensterachsen, bezeichnet „1726“, erneuert 1774                                                                  | D-5-77-158-196 | BW             |

## Ehemalige Baudenkmäler
In diesem Abschnitt sind Objekte aufgeführt, die früher einmal in der Denkmalliste eingetragen waren, jetzt aber nicht mehr. Objekte, die in anderem Zusammenhang also z. B. als Teil eines Baudenkmals weiter eingetragen sind, sollen hier nicht aufgeführt werden. Aktennummern in diesem Abschnitt sind ehemalige, jetzt nicht mehr gültige Aktennummern.

| Lage                                      | Objekt                             | Beschreibung | Akten-Nr.      | Bild |
| ----------------------------------------- | ---------------------------------- | --- | -------------- | ---- |
| Übermatzhofen Übermatzhofen 10 (Standort) | Bauernhaus                         | Zweigeschossig, in Jura-Bauweise, mit Legschieferdach, bezeichnet „1744“, verändert im 19. Jahrhundert, östlich versetzt angeschlossener Stallbau | D-5-77-158-194 | BW   |
| Zimmern Zimmern 17 (Standort)             | Fachwerkstadel mit Legschieferdach | 18./19. Jahrhundert, gehört zum ehemaligen Maierhof (Haus Nummer 20)                                                                              | D-5-77-158-216 | BW   |

## Abgegangene Baudenkmäler
In diesem Abschnitt sind Objekte aufgeführt, die früher einmal in der Denkmalliste eingetragen waren, jetzt aber nicht mehr existieren, z. B. weil sie abgebrochen wurden. Aktennummern in diesem Abschnitt sind ehemalige, jetzt nicht mehr gültige Aktennummern.

| Lage                                     | Objekt     | Beschreibung                                                                        | Akten-Nr.     | Bild       |
| ---------------------------------------- | ---------- | ----------------------------------------------------------------------------------- | ------------- | ---------- |
| Pappenheim Deisingerstraße 15 (Standort) | Bürgerhaus | Dreigeschossiger traufständiger Eckbau mit Halbwalmdach, 18./frühes 19. Jahrhundert | D-5-77-158-42 | Bürgerhaus |